# Piotrkowice (Basse-Silésie)
Pour les articles homonymes, voir Piotrkowice.
Piotrkowice (en allemand Groß Peterwitz) est un village de Pologne situé dans la voïvodie de Basse-Silésie. Il compte environ 500 habitants et recèle un immense palais construit en 1630, ornementé par le sculpteur suisse Giovanni Simonetti. Avant 1945 le village était allemand (Prusse).

## Géographie
Piotrkowice siège dans la gmina Prusice, au sein du powiat Trzebnica, à environ 36 km au nord-ouest de Wrocław. Bien qu'entouré de champs, le village possède au nord un domaine forestier de forme pentagonale qui entoure le palais de Leonhard Skopp von Heinzendorf, avec deux étangs. À l'ouest figurent 4 plans d'eau de forme rectangulaire.

## Histoire
L'une des plus anciennes mentions du site apparaît dès 1447 sous le nom allemand Groß Peterwitz ; il est toutefois déjà cité dans le Liber fundationis episcopatus Vratislaviensis sous la plume de l'évêque Henri de Wierzbna (évêché de Wrocław), entre 1295 et 1305, sous le nom Petircowitz. Sebastian von Nostitz rachètera le domaine en 1574, avant d'être finalement cédé à Leonhard Skopp von Heinzendorf en 1616, qui fera construire le palais en 1630. Sa veuve fera agrandir le palais entre 1670 et 1693, avec la contribution du sculpteur suisse Giovanni Simonetti. Puis elle lèguera la propriété à son second époux Hans von Studnitz, lequel transmettra l'ensemble à sa fille Anna Maria von Studnitz. Celle-ci, morte sans enfant, lèguera le village à son second époux Joachim Wilhelm von Maltzahn en 1722, qui le transmettra à sa seconde épouse, la comtesse Anna Sophie Christiane von Erpach, en 1728. Son second époux, le comte Friedrich Kospoth, en héritera en 1759, avant de le céder à sa seconde épouse la comtesse Reichenbach en 1782. Peu après, en 1787, le comte Adolph von Danckelman achète l'ensemble du domaine qui restera propriété de la famille jusqu'en 1945. Son petit-fils le comte Eberhard von Danckelman entamera en 1848 une restauration du palais et du mausolée.
De 1742 à 1945, Groß Peterwitz  fait partie de l'arrondissement de Trebnitz dans le district de Breslau au sein de la province de Silésie.